# 尤里·邦达列夫
尤里·瓦西里耶维奇·邦达列夫（1924年3月15日—2020年3月29日），苏联、俄罗斯作家。著名作品有中篇小说《最后的炮轰》《营队请求炮火支援》，长篇小说《热的雪》《岸》等，曾撰写电影《解放》的剧本。

## 人物简介
1924年3月15日生于奥尔斯克市。1931年随家迁居莫斯科。蘇德戰爭期间，仍在中学读书的邦达列夫就暂停学业，参加战斗，并立过战功。邦达列夫一直在炮兵部队服役。这一经历为他的写作提供了大量的素材。战争胜利之后，邦达列夫进入苏联作家协会高尔基文学院学习写作，从此走上了文学之路。1949年首次发表作品。1951年，邦达列夫从苏联作家协会高尔基文学院毕业。邦达列夫曾担任苏联作家协会主席、俄罗斯联邦作家协会主席和苏联作家协会军事文学委员会主席等职务。对于读书，邦达列夫认为，谁要是没有被一本好书俘虏过，那将是最大的遗憾。
1978年开始发表总题为《瞬间》的微型小说。2020年3月29日在莫斯科逝世，终年96岁。

## 作品特点
邦达列夫的第一部中篇小说是《指挥官的青春》。这一部小说是基于邦达列夫在契卡洛夫炮校学习的经历所创作的。小说描写了残酷的战争。他的早期作品收录于《在大河上》和《夜色已浓》等文集之中。随后发表的中篇小说《最后的炮轰》、《营队请求火力支援》是邦达列夫的成名之作。这两部作品中描写了残酷的战争景象，引发了苏联乃至中国文学界的争论。有的评论家认为作品宣扬了战争的恐怖和残酷，有的则认为作品表现了英雄行为。
1969年邦达列夫重拾战争题材，发表了小说《热的雪》，从包括普通战士和各级指战员等很多斯大林格勒战役的参与者的视角观察战争，结合了“战壕真实”与“司令部真实”，既有雄伟气势，也有逼真的细节，被认为是“全景文学”的代表作品。 1970年邦达列夫参与了大型战争电影《解放》的剧本创作过程，在其中编造了很多美化斯大林的不实内容。1975年他发表了小说《岸》，描写了一位苏联作家和一位德国女性的爱情，反映了战后的现实生活的和带哲理的反思。在1980年的《选择》中，描绘一位病重的流亡者访问莫斯科，最后埋葬在青年时代成长的城市。1985年他完成了《人生舞台》，这部作品和《热的雪》、《选择》共同组成他反思现实生活的三部曲。
1980～90年代任苏联作家协会理事会书记兼俄罗斯联邦作家协会理事会副主席。1991年他曾和普罗哈诺夫、瓦连京·拉斯普京、久加诺夫等人一起发表公开信《告人民书》批评戈尔巴乔夫的经济改革政策，同年发表的杂文集《诱惑》中，他批评了苏联的政治文化制度。他的近作《百慕大三角》（1999）以一位苏联老知识分子老画家的视角观察八十年代末到九十年代的政治变动。

## 作品与中文译本列表
- 《指挥官的青春》（1956）
- 《最后的炮轰》
- 《营队请求火力支援》
- 《诱惑》
- 《寂静》（1962）
- 《两个人》
- 《热的雪》（1969），1984年上海译文出版社
- 《岸》（1975）
- 《选择》（1980）
- 《人生舞台》（1985），1997年译林出版社
- 《百慕大三角》（1999），2002年外国文学出版社